# Вирбицкас, Дайнюс
Дайнюс Вирбицкас (лит. Dainius Virbickas; род. 12 ноября 1971, Пренай) — литовский легкоатлет, специалист по бегу на длинные дистанции, кроссу и марафону. Выступал на профессиональном уровне в 1990-х годах, двукратный чемпион Литвы в беге на 5000 метров, призёр ряда крупных международных стартов, участник летних Олимпийских игр в Атланте. Тренер и спортивный функционер.

## Биография
Дайнюс Вирбицкас родился 12 ноября 1971 года в городе Пренай Литовской ССР. Окончил Каунасское высшее техническое училище (1990) и Вильнюсский педагогический университет (1995).
Впервые заявил о себе в лёгкой атлетике в сезоне 1990 года, выиграв первенство республики по кроссу на короткой дистанции.
В 1993 году с результатом 2:16:51 финишировал девятым на Эхтернахском марафоне.
В 1994 году стал третьим на марафоне в Сан-Франциско (2:18:54).
В 1995 году одержал победу на чемпионате Литвы в беге на 5000 метров, с личным рекордом 2:15:28 занял третье место на Реймсском марафоне во Франции.
Благодаря череде успешных выступлений удостоился права защищать честь страны на летних Олимпийских играх в Атланте — в программе марафона сошёл с дистанции, не показав никакого результата.
После атлантской Олимпиады Вирбицкас ещё в течение некоторого времени оставался действующим спортсменом и продолжал принимать участие в различных легкоатлетических стартах. Так, в 1997 году он вновь выиграл чемпионат Литвы в дисциплине 5000 метров.
В 2004—2008 годах занимал должность директора мужского гандбольного клуба «Швеса-Саванорис». С 2009 года — тренер по лёгкой атлетике. В период 2013—2020 годов являлся директором женского баскетбольного клуба «Кибиркштис».
Жена Юргита Штреймиките-Вирбицкене — известная литовская баскетболистка, тренер по баскетболу. Есть сын Томас.